# Municipio de Black Oak (condado de Franklin)
El municipio de Black Oak (en inglés: Black Oak Township) es un municipio ubicado en el condado de Franklin en el estado estadounidense de Arkansas. En el año 2010 tenía una población de 158 habitantes y una densidad poblacional de 3,03 personas por km².

## Geografía
El municipio de Black Oak se encuentra ubicado en las coordenadas 35°36′57″N 94°0′44″O / 35.61583, -94.01222. Según la Oficina del Censo de los Estados Unidos, el municipio tiene una superficie total de 52.09 km², de la cual 51,95 km² corresponden a tierra firme y (0,26 %) 0,14 km² es agua.

## Demografía
Según el censo de 2010, había 158 personas residiendo en el municipio de Black Oak. La densidad de población era de 3,03 hab./km². De los 158 habitantes, el municipio de Black Oak estaba compuesto por el 98,1 % blancos, el 0,63 % eran asiáticos y el 1,27 % eran de una mezcla de razas. Del total de la población el 0,63 % eran hispanos o latinos de cualquier raza.